# Chevreuse (tổng)
Tổng Chevreuse là một tổng của Pháp, tọa lạc tại tỉnh Yvelines trong vùng Île-de-France của Pháp.

## Phân chia hành chính
Tổng Chevreuse được chia thành 13 xã:
- Cernay-la-Ville: 1 727 dân
- Chevreuse: 5 722 dân
- Choisel: 538 dân
- Dampierre-en-Yvelines: 1 051 dân
- Lévis-Saint-Nom: 1 696 dân
- Magny-les-Hameaux: 8 769 dân
- Le Mesnil-Saint-Denis: 6 518 dân
- Milon-la-Chapelle: 339 dân
- Saint-Forget: 521 dân
- Saint-Lambert: 380 dân
- Saint-Rémy-lès-Chevreuse: 7 651 dân
- Senlisse: 484 dân
- Voisins-le-Bretonneux: 12 153 dân